# Platyhypnidium mac-owanianum
Platyhypnidium mac-owanianum är en bladmossart som beskrevs av Fleischer 1923. Platyhypnidium mac-owanianum ingår i släktet Platyhypnidium och familjen Brachytheciaceae. Inga underarter finns listade i Catalogue of Life.